# 이시이 토모야
이시이 토모야(일본어: 石井智也, 1984년 5월 14일 ~ )는 일본의 배우이다.

## 출연

### 영화
- 2018년 《바람의 색》